# 宗教地理学
宗教地理学研究各种宗教的地理分布、宗教起源、扩散以及教义、习俗同自然和人文环境各要素的关系，以及宗教对文化景观的影响的一門學科，是文化地理學的研究內容之一。

## 研究內容
- 宗教的起源地、分布和传播。
- 宗教文化景观。
- 宗教对自然环境的影响。
- 宗教对政治经济、人口分布、聚落形式等方面的影响。